# Englandspiel

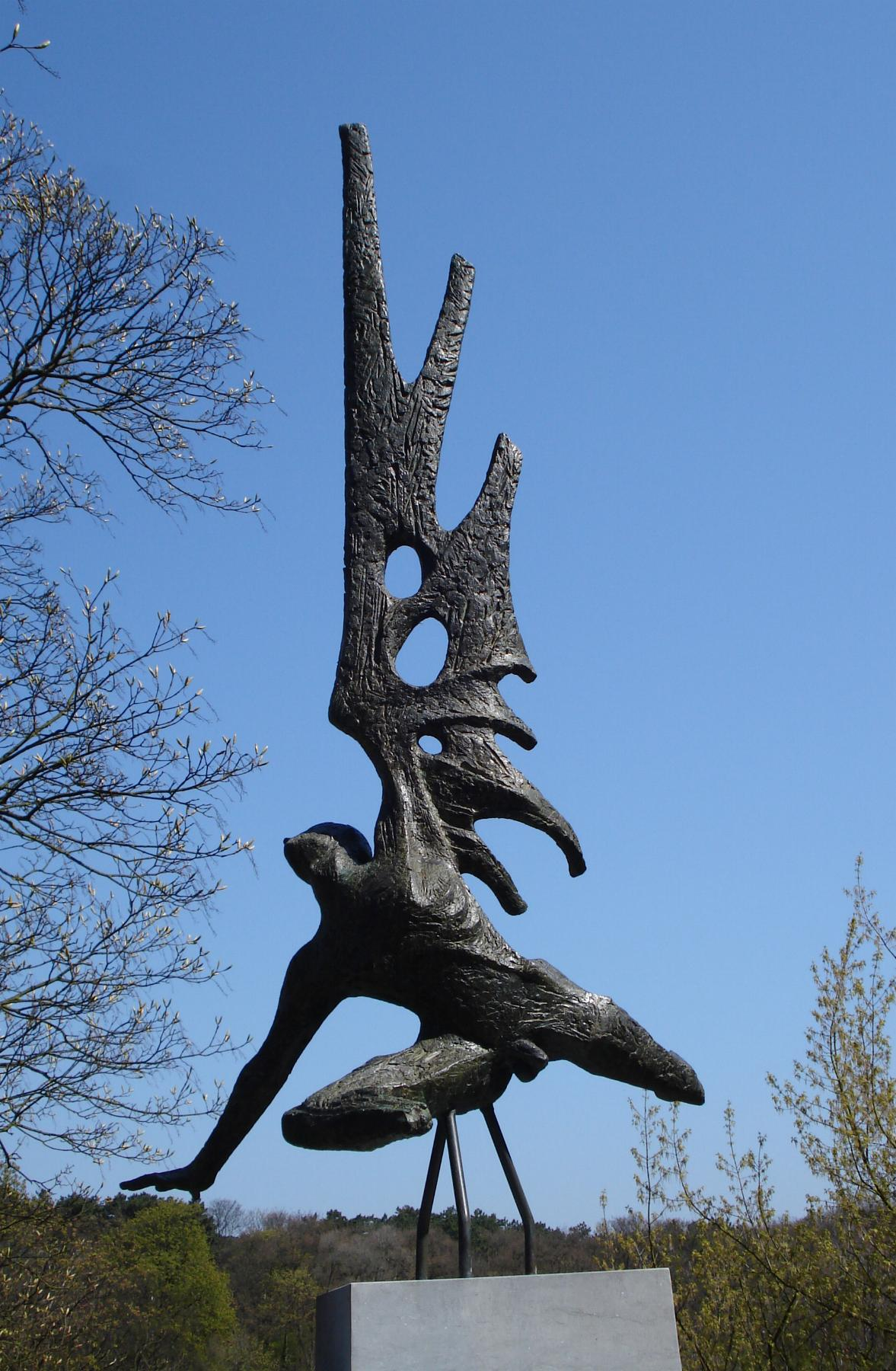
Der Fall des Ikarus von Titus Leeser in Erinnerung an das Englandspiel im Van Stolkpark in Den Haag (1980)

Das Englandspiel, auch Unternehmen Nordpol genannt, war der Deckname einer deutschen Militäroperation zur gemeinsamen Spionageabwehr der deutschen Abwehr und der Sicherheitspolizei im Zweiten Weltkrieg in den Niederlanden. Niederländische Agenten, die im Vereinigten Königreich von der Special Operations Executive (SOE) für Spionage und Sabotage ausgebildet worden waren, gerieten infolge dieser Operation in die Hände der Deutschen. Ihre Sendeanlagen wurden genutzt, um falsche Informationen nach Großbritannien zu übermitteln. Die SOE warf in den Niederlanden zwischen März 1942 und Mai 1943 über 50 weitere Agenten sowie Tonnen von Waffen, Sprengstoff und Sabotagematerial per Fallschirm ab, die bei der Landung von den Deutschen in Empfang genommen wurden.

## Vorgeschichte
Im August 1941 wurde Major Hermann Giskes zum Leiter der Gegenspionage (OKW/Amt Ausland/Abwehr/III F) in Holland zwecks Klärung von Agentenverbindungen mit London ernannt. Durch V-Männer, die er in die Untergrundbewegung eingeschleust hatte, erhielt er im November Kenntnis von einer Gruppe britischer Agenten in Den Haag. Huub Lauwers, ein niederländischer Journalist und Agent der SOE im Rang eines Leutnants, war am 7. November 1941 zusammen mit Thijs Taconis vom Vereinigten Königreich aus über den Niederlanden mit dem Fallschirm abgesprungen. Er schickte am 3. Januar 1942 seinen ersten verschlüsselten Bericht ins Vereinigte Königreich. Die Funküberwachung der Ordnungspolizei, die der Abwehr unterstellt war, ortete den Sender (Rufzeichen RLS) mit Gegenstelle in London und überwachte ihn. Sie erfasste Verkehrszeiten, Frequenzen und Wechsel, Funkdauer u. a. Giskes plante nach Aushebung ein Gegenspionage-Funkspiel, was Erfolg versprach, da es auch hier gelang, einen V-Mann einzuschleusen.

## „Englandspiel“

### Beginn
Beim Zugriff auf die „Gruppe RLS“ (britischer Deckname: Ebenezer) wurden vier Personen einschließlich Lauwers am 6. März 1942 von der deutschen Abwehr gleichzeitig festgenommen. Die erbeuteten Schlüssel ermöglichten die Entschlüsselung des aufgezeichneten Funkverkehrs, woraus sich für die Abwehr ein Bild über die Aufgaben, Pläne und Ziele der Gruppe ergab. Demnach sollten sichere Landeplätze zum Empfang von Waffen, Sabotagematerial und Agenten aus der Luft ausfindig gemacht, das Material gelagert sowie Mitarbeiter angeworben und ausgebildet werden. Für die Deutschen war dies eine einmalige Chance, weitere Geheimagenten in die Hände zu bekommen und den Briten irreführende Informationen zu geben.
Um die Kontinuität und Eigentümlichkeiten des Funkverkehrs zu sichern, war es für Giskes unbedingt nötig, den Funker einzubeziehen. Lauwers wurde im Gefängnis von Scheveningen festgehalten. Anfangs weigerte er sich, mit den Deutschen zusammenzuarbeiten, ließ sich aber durch Giskes umstimmen, um das Leben von Thijs Taconis zu retten. Außerdem wollte er die SOE mit seinen Funksprüchen auf Basis vereinbarter Sicherheitscodes heimlich über seine Festnahme informieren.
Während seiner Ausbildung hatte Lauwers bei der SOE gelernt, in seinen Morse-Telegrammen einen absichtlichen Fehler einzubauen – der so genannte Security Check – und diesen Fehler wegzulassen, sobald er festgenommen war. Bei der Abwehr wusste man vom vorher festgenommenen Radiotelegraphisten Willem van der Reyden schon von der Existenz von Security Checks, aber man kannte nicht den individuellen Security Check jedes einzelnen Agenten. Lauwers machte die Deutschen glauben, sein Security Check bestünde aus dem Senden von „stip“ statt von „stop“. In Wirklichkeit hatte ihm die SOE beigebracht, jeden 16. Buchstaben falsch zu senden. Im Auftrag von Giskes sendete er am 8. März einen ersten Bericht nach London. Obwohl er in diesem Bericht seinen angeblichen Security Check („stip“ statt „stop“) an Stelle seines echten Security Checks verwendete, kam aus London keine entsprechende Reaktion.
Lauwers tat über die falschen Security Checks hinaus alles, was er konnte, um die Briten wissen zu lassen, dass er gefangen genommen war. So begann er am 28. März sein Telegramm mit den Buchstaben „GHT“ und beendete es mit „CAU“, was zusammengesetzt „CAUGHT“ (gefangen) bildete. Mitte Mai schickte er sogar drei Mal in einem Bericht das Wort „CAUGHT“. Auch diese Hinweise wurden von der SOE nicht beachtet.

### Ablauf
Im April 1942 wurde Giskes durch „fremden“ Funkverkehr mit der SOE-Leitstelle sowie einen zufällig gefundenen toten Agenten, der beim Absprung umgekommen war, gewahr, dass die SOE weitere Unternehmungen dieser Art unabhängig von Ebenezer durchführte.
Durch für sie günstige Umstände gelang es der Abwehr, diese Unternehmungen zu kontrollieren: Beim Absetzen dreier weiterer Agentenpaare waren zwei Funkgeräte unbrauchbar geworden. Die Agenten nahmen Kontakt zueinander auf und sandten über das intakte Gerät der Gruppe „Trumpet“ nach London, woraufhin sie von dort beauftragt wurden, RLS zu kontaktieren. So fielen der Abwehr auch deren Chiffriermaterial, Kurzsignaltabellen u. a. in die Hand.
Die Abwehr war nicht befugt, Verhaftungen vorzunehmen. Die Festnahmen und die Internierung der feindlichen Agenten erfolgten daher unter Leitung von Kriminalrat Joseph Schreieder, der die gleichfalls mit Gegenspionage befasste Abteilung IV E beim Befehlshaber der Sicherheitspolizei und des SD Wilhelm Harster in den besetzten Niederlanden leitete. Das Verhältnis zwischen der Abwehr und der Sicherheitspolizei (Sipo) war Giskes zufolge „kühl und korrekt.“ Auch Schreieder stellte die Zusammenarbeit rückblickend als problemlos dar.
Im Mai 1942 verfügte Giskes über drei selbstständige Funklinien nach London sowie über Informationen über deren Abwurfplätze. Der am 27. Juni 1942 abgesetzte Agent George Louis Jambroes sollte Kontakt zum Ordedienst, einer niederländischen Widerstandsbewegung, aufnehmen und mit dessen Hilfe siebzehn Sabotage- und Widerstandsgruppen von je hundert Mann aufbauen, wobei jede zwei leitende Agenten (Funker und Instrukteur) aus England bekäme (Aktion Marrow). Dieses Schema entsprach auch dem Aufbau von Teilen der französischen Résistance.
Giskes übermittelte nach London, dass der Ordedienst von deutschen Agenten durchsetzt sei und er bzw. RLS stattdessen „unabhängige Patrioten“ heranziehen würde. In der Folge sprangen bis November 1942 neunzehn weitere Agenten ab, darunter fünf Funker mit eigenen Codes. Die Abwehr meldete der SOE, dass inzwischen 1.500 Agenten in Ausbildung seien. Die SOE sandte auf Anfrage fünf Tonnen Ausrüstungsmaterial. Bis Mai 1943 sprangen siebzehn weitere angekündigte Agenten, darunter sieben Funker mit eigenen Linien, der Abwehr direkt in die Arme.
Zeitweilig bestanden vierzehn Funklinien nach London, die die Berichte von über fünfzig Agenten zu übermitteln hatten. Giskes sechs Funker schafften die Bewältigung dieser Aufträge nicht mehr, weshalb er hierfür bereits eigenes Personal einsetzte. Er schlug der SOE in London vor, aus Sicherheitsgründen einige Marrow-Sender stillzulegen.
Im August 1942 forderte die SOE die Sprengung der Antennenanlage des Funksenders Radio Kootwijk, über den die deutsche Admiralität den Funkverkehr mit den U-Booten im Atlantik führte. Im Frühjahr 1943 ordnete die SOE die Ermordung von Vertretern der Nationaal-Socialistische Beweging und anderen kollaborierenden Niederländern an und übermittelte eine Liste mit vierzehn Todeskandidaten. Diese beiden Befehle konnten die Deutschen jedoch mit mehr oder weniger überzeugenden Ausreden im Sande verlaufen lassen.

### Ende
Das Ende zeichnete sich ab, seitdem die SOE ab Juni 1943 ihre Agenten absetzte, ohne sie vorher anzukündigen. Dadurch verloren die Deutschen, die die Fallschirmspringer bisher stets direkt nach der Landung verhaften konnten, die Kontrolle über die neuen in den Niederlanden tätigen SOE-Agenten, die ihrerseits zumindest zum Teil erkennen konnten, dass das bereits existierende Agentennetz nur ein von der Abwehr vorgegaukeltes Phantasieprodukt war.
Am 31. August 1943 gelang den Agenten Johan Bernard Ubbink und Pieter Dourlein der Ausbruch aus dem Gefängnis der Sicherheitspolizei in Haaren, wo die rund fünfzig SOE-Agenten in einem vierstöckigen Gebäude eines früheren Priesterseminars gefangen gehalten wurden. Eine Großfahndung blieb erfolglos. Um die SOE irrezuführen, übermittelte Giskes, dass die beiden Agenten zum deutschen Geheimdienst übergegangen seien und vermutlich versuchen würden, im deutschen Auftrag England zu erreichen.
Im Oktober 1943 erfolgte der letzte avisierte Materialabwurf. Anfang Dezember wurden die Nachrichten „derartig fade und farblos“, dass kein Zweifel mehr daran erlaubt war, dass die Briten das Spiel durchschaut hatten. Einige Linien des Funkspiels, die von der SOE anscheinend für noch intakt gehalten wurden, wurden im Dezember 1943 von London gewarnt. Die anderen wurden nicht mehr gerufen.
Die Deutschen ließen sich vorerst nichts anmerken und warteten darauf, was die SOE sich als Gegenspiel ausdenken würde. Die Funksprüche wurden aber zunehmend belangloser. Im März 1944 schlug Giskes der Abwehr-Abteilung Berlin vor, das sinnlos gewordene Spiel zu beenden. Am 1. April 1944 wurde das Englandspiel mit einer unverschlüsselten Nachricht an die SOE über alle noch aktiven Kanäle beendet:

„An die Herren Blunt, Bingham und Co. Wir sind uns dessen bewusst, dass Sie bereits seit einiger Zeit ohne unsere Hilfe in Holland Geschäfte machen. Da wir während langer Zeit Ihre alleinigen Vertreter gewesen sind, finden wir dies recht unbillig. Doch schließt dies nicht aus, dass – möchten Sie je beschließen, uns einen Besuch in größerem Ausmaß zu machen – Ihnen derselbe gastfreie Empfang zuteil werden soll, wie Ihren Agenten.“

## Ergebnis
Die SOE unterstützte die Organisation in Holland mit knapp zweihundert Abwurfaktionen, bei denen zwölf viermotorige Bomber auf dem Rückflug von deutschen Nachtjägern abgeschossen wurden. Den Deutschen fiel im Rahmen des Englandspiels neben einundfünfzig SOE-Agenten auch umfangreiches Spionage- und Sabotagematerial in die Hände:
- 15 t Sprengstoff
- 3.000 Maschinenpistolen
- 5.000 Pistolen
- 300 Maschinengewehre
- 2.000 Handgranaten
- 75 Sendegeräte
- 100 Stablampen
- 500.000 Schuss Munition
- Bargeld in Höhe von 300.000 Gulden

Geliefert wurden auch Brandsätze mit Zeitzündern, Peilgeräte, Lautlose Pistolen, Sprechgeräte, Infrarotstablampen, Fahrradreifen, Regenmäntel, Gummistiefel, Schmierfett für Achsbrände an Zügen, magnetische Haftminen mit Unterwasser-Zeitzündern, pulverisierte Glassplitter für die Wäsche deutscher Soldaten, Totschläger u. a. Ferner zum Aufbau von Kurierlinien über Brüssel-Paris nach Spanien und in die Schweiz erhebliche Geldmittel in den Währungen dieser Länder, sowie Blankopässe und Ausweise aller Art mit dazugehörigen Stempeln und Informationen über Stützpunkte im Raum Brüssel und Paris.
Den Erfolg des Englandspiels umschrieb Giskes wie folgt:

„Um zwei Jahre war der Versuch der alliierten Geheimdienste verzögert, in Holland festen Fuß zu fassen. Die Einrichtung von bewaffneten Sabotage- und Terrororganisationen, die das rückwärtige Kampfgebiet des Atlantikwalls beunruhigen und die Verteidigung im entscheidenden Augenblick der Invasion lähmen sollten, waren verhindert.“

## Schicksal der gefangenen Agenten
Die Sicherheitspolizei (SIPO) nahm unter Leitung von Kriminalrat Schreieder zwischen dem ersten im Rahmen des Englandspiels angekündigten Agentenabwurf am 28. März 1942 und dem letzten am 22. Mai 1943 einundfünfzig SOE-Agenten gefangen. Die meisten von ihnen wurden von der SIPO anschließend in Haaren in einem ehemaligen Priesterseminar, das seit 1941 als Polizei- und Untersuchungsgefängnis diente, festgehalten. Major Giskes von der Abwehr hatte sich im Juni 1942 vom Reichssicherheitshauptamt schriftlich zusichern lassen, dass die gefangenen Agenten nicht zur Höchststrafe verurteilt und somit am Leben bleiben würden. Dennoch haben nur drei von ihnen überlebt.
Nachdem am 22. November 1943 erneut drei Häftlinge – Van der Giessen, Van Rietschoten und Wegner – aus Haaren ausgebrochen waren, wurden die übrigen – mit Ausnahme von Huub Lauwers, Hendrik Jordaan und Beatrice Terwidt – in ein Gefängnis bei Assen verlegt, das als ausbruchssicherstes Gefängnis in den Niederlanden galt. Gleichzeitig verlor Schreieder, den man für den Ausbruch verantwortlich machte, die Verfügungsgewalt über die SOE-Agenten.
Nach Abbruch des Englandspiels, als Giskes Begründung, er müsse die Männer ständig für Rückfragen zur Verfügung haben, entfiel, wurden die Gefangenen in das Gefängnis von Rawicz fünfzig Kilometer nördlich von Breslau verlegt, wo mehrere umkamen. Im September 1944 kamen sie in das KZ Mauthausen. Fünfunddreißig der im Rahmen des Englandspiels gefassten niederländischen Agenten wurden dort am 6. und 7. September 1944 von der SS liquidiert.

### Liste der von 28. März 1942 bis 22. Mai 1943 verhafteten Agenten
| Nr. | Nachname           | Vorname                             | Geboren    | Absprung   | Schicksal                | Gestorben  |
| --- | ------------------ | ----------------------------------- | ---------- | ---------- | ------------------------ | ---------- |
| 1   | Andringa           | Leonardus Theodoris Cornelis        | 22.11.1913 | 28.03.1942 | getötet im KZ Mauthausen | 06.09.1944 |
| 2   | Arendse            | Pieter Arnoldus                     | 14.02.1912 | 10.03.1943 | getötet im KZ Mauthausen | 07.09.1944 |
| 3   | Baatsen            | Arnoldus Albert                     | 11.04.1918 | 28.03.1942 | getötet im KZ Mauthausen | 07.09.1944 |
| 4   | Bakker             | Jacob                               | 01.05.1917 | 28.10.1942 | vermisst                 |            |
| 5   | Beukema toe Water  | Karel Willem Adriaan                | 20.06.1909 | 25.09.1942 | getötet im KZ Mauthausen | 07.09.1944 |
| 6   | Boogaart           | Pieter Cornelis                     | 10.08.1912 | 10.03.1943 | getötet im KZ Mauthausen | 07.09.1944 |
| 7   | Bor van de         | Klaas                               | 05.03.1913 | 17.02.1943 | getötet im KZ Mauthausen | 06.09.1944 |
| 8   | Braggaar           | Cornelis Carel                      | 23.09.1913 | 17.02.1943 | getötet im KZ Mauthausen | 06.09.1944 |
| 9   | Brey de            | Oscar Willem                        | 01.10.1921 | 22.05.1943 | getötet im KZ Mauthausen | 07.09.1944 |
| 10  | Buizer             | Johannes Joh. Corn.                 | 11.09.1918 | 22.06.1942 | getötet im KZ Mauthausen | 06.09.1944 |
| 11  | Bukkens            | Joseph                              | 08.06.1919 | 27.06.1942 | getötet im KZ Mauthausen | 07.09.1944 |
| 12  | Dane               | Johannes Cornelis                   | 27.04.1912 | 28.10.1942 | getötet im KZ Mauthausen | 07.09.1944 |
| 13  | Dourlein           | Pieter C.                           | 02.02.1918 | 10.03.1943 | überlebt                 | 31.05.1976 |
| 14  | Drooglever Fortuin | Cornelis                            | 10.04.1922 | 25.09.1942 | getötet im KZ Mauthausen | 07.09.1944 |
| 15  | Giessen van der    | Arie Cornelis                       | 02.08.1916 | 01.10.1942 | getötet in Haaren        | 10.06.1944 |
| 16  | Haas de            | Johannes Henricus Marie             | 07.02.1918 | 09.04.1942 | getötet im KZ Mauthausen | 07.09.1944 |
| 17  | Hemert van         | Gerard John                         | 28.04.1920 | 24.07.1942 | getötet im KZ Mauthausen | 07.09.1944 |
| 18  | Hofstede           | Jan                                 | 17.12.1918 | 25.10.1942 | getötet im KZ Mauthausen | 06.09.1944 |
| 19  | Hulsteijn van      | Cornelis Eliza                      | 08.02.1912 | 17.02.1943 | getötet im KZ Mauthausen | 07.09.1944 |
| 20  | Jambroes           | George Louis                        | 22.05.1905 | 27.06.1942 | getötet im KZ Mauthausen | 07.09.1944 |
| 21  | Jongelie           | Roelof Christiaan                   | 25.02.1913 | 25.09.1942 | getötet im KZ Mauthausen | 06.09.1944 |
| 22  | Jordaan            | Hendrik Johan                       | 09.07.1918 | 29.03.1942 | getötet im KZ Mauthausen | 03.05.1945 |
| 23  | Kamphorst          | Pieter                              | 24.11.1894 | 22.10.1942 | getötet im KZ Mauthausen | 07.09.1944 |
| 24  | Kist               | Jan Christiaan                      | 22.09.1912 | 19.02.1943 | vermisst                 |            |
| 25  | Klooss             | Barend                              | 22.10.1913 | 05.04.1942 | getötet im KZ Mauthausen | 06.09.1944 |
| 26  | Koolstra           | Meindert                            | 04.06.1917 | 22.10.1942 | getötet im KZ Mauthausen | 07.09.1944 |
| 27  | Kruyff de          | Arie Johannes                       | 06.11.1912 | 29.11.1942 | getötet im KZ Mauthausen | 07.09.1944 |
| 28  | Macaré             | Humphrey Max                        | 12.10.1921 | 25.10.1942 | vermisst                 |            |
| 29  | Mink               | Anton Berend                        | 21.10.1918 | 22.05.1943 | getötet im KZ Mauthausen | 07.09.1944 |
| 30  | Molenaar           | Jan                                 | 12.04.1918 | 28.03.1942 | Tod nach Landung         | 28.03.1942 |
| 31  | Mooy               | Adriaan Klaas                       | 11.07.1919 | 25.09.1942 | vermisst                 |            |
| 32  | Niermeijer         | Willem Johan                        | 02.05.1914 | 29.03.1942 | getötet im KZ Mauthausen | 07.09.1944 |
| 33  | Os van             | Gerard (Cornelis)                   | 02.05.1914 | 19.02.1943 | getötet im KZ Mauthausen | 06.09.1944 |
| 34  | Overes             | Herman Johannes                     | 19.10.1908 | 30.11.1942 | vermisst                 |            |
| 35  | Pals               | Michiel                             | 04.05.1912 | 22.10.1942 | getötet im KZ Mauthausen | 07.09.1944 |
| 36  | Parlevliet         | Hermanus                            | 16.05.1916 | 29.05.1942 | vermisst                 |            |
| 37  | Pouwels            | Charles Christiaan                  | 25.09.1923 | 25.10.1942 | vermisst                 |            |
| 38  | Punt               | Laurentius Maria                    | 13.10.1918 | 22.05.1943 | getötet im KZ Mauthausen | 07.09.1944 |
| 39  | Ras                | Gozewijn Hendrik Gerard             | 28.08.1914 | 29.03.1942 | getötet im KZ Mauthausen | 07.09.1944 |
| 40  | Rietschoten van    | Jan Jacob                           | 25.08.1921 | 22.06.1942 | getötet in Haaren        | 10.06.1944 |
| 41  | Rouwerd            | Frederik Willem                     | 31.05.1912 | 22.04.1943 | vermisst                 |            |
| 42  | Ruseler            | George Lodewijk                     | 27.02.1922 | 29.11.1942 | getötet im KZ Mauthausen | 07.09.1944 |
| 43  | Sebes              | Hendrik                             | 23.07.1919 | 05.04.1942 | getötet im KZ Mauthausen | 07.09.1944 |
| 44  | Steeksma           | Horst Reinder                       | 14.10.1919 | 25.10.1942 | getötet im KZ Mauthausen | 07.09.1944 |
| 45  | Steen van          | Antonius                            | 05.02.1912 | 29.05.1942 | vermisst                 |            |
| 46  | Terwindt           | Beatrice Wilhelmina Marie Albertina | 27.02.1911 | 14.02.1943 | überlebt                 | 07.04.1987 |
| 47  | Ubbink             | Johan Bernard                       | 22.05.1921 | 30.11.1942 | überlebt                 | 31.04.1993 |
| 48  | Uytvanck van       | Ivo                                 | 07.07.1917 | 22.04.1943 | getötet im KZ Mauthausen | 07.09.1944 |
| 49  | Wegner             | Anthonius Johannes                  | 20.09.1915 | 22.04.1943 | getötet im KZ Mauthausen | 07.09.1944 |
| 50  | Wilden van der     | Pieter                              | 08.05.1914 | 19.02.1943 | getötet im KZ Mauthausen | 07.09.1944 |
| 51  | Wilden van der     | Willem                              | 01.06.1910 | 19.02.1943 | getötet im KZ Mauthausen | 07.09.1944 |

Querverbindungen zwischen der SOE und dem britischen Auslandsgeheimdienst MI6 brachten die Sipo auch auf die Spur von unabhängig operierenden Agenten, von deren Existenz ursprünglich nichts bekannt war. Hierzu gehörte der in der obigen Tabelle genannte Niermeijer. Im Mai 1942 wurden die MI6-Agenten Ernst de Jonge und Felix Dono Ortt, die bereits vor Beginn des Englandspiels in den Niederlanden abgesetzt worden waren, verhaftet. Sie kamen unter unbekannten Umständen ums Leben.
Die weiter unten erwähnten Agenten Alblas, Emmer, ter Laak und Radema, die ebenfalls vor Beginn des Englandspiels vom MI6 abgesetzt worden waren, wurden in Mauthausen ermordet.

### Das Englandspiel-Denkmal im ehemaligen KZ Mauthausen

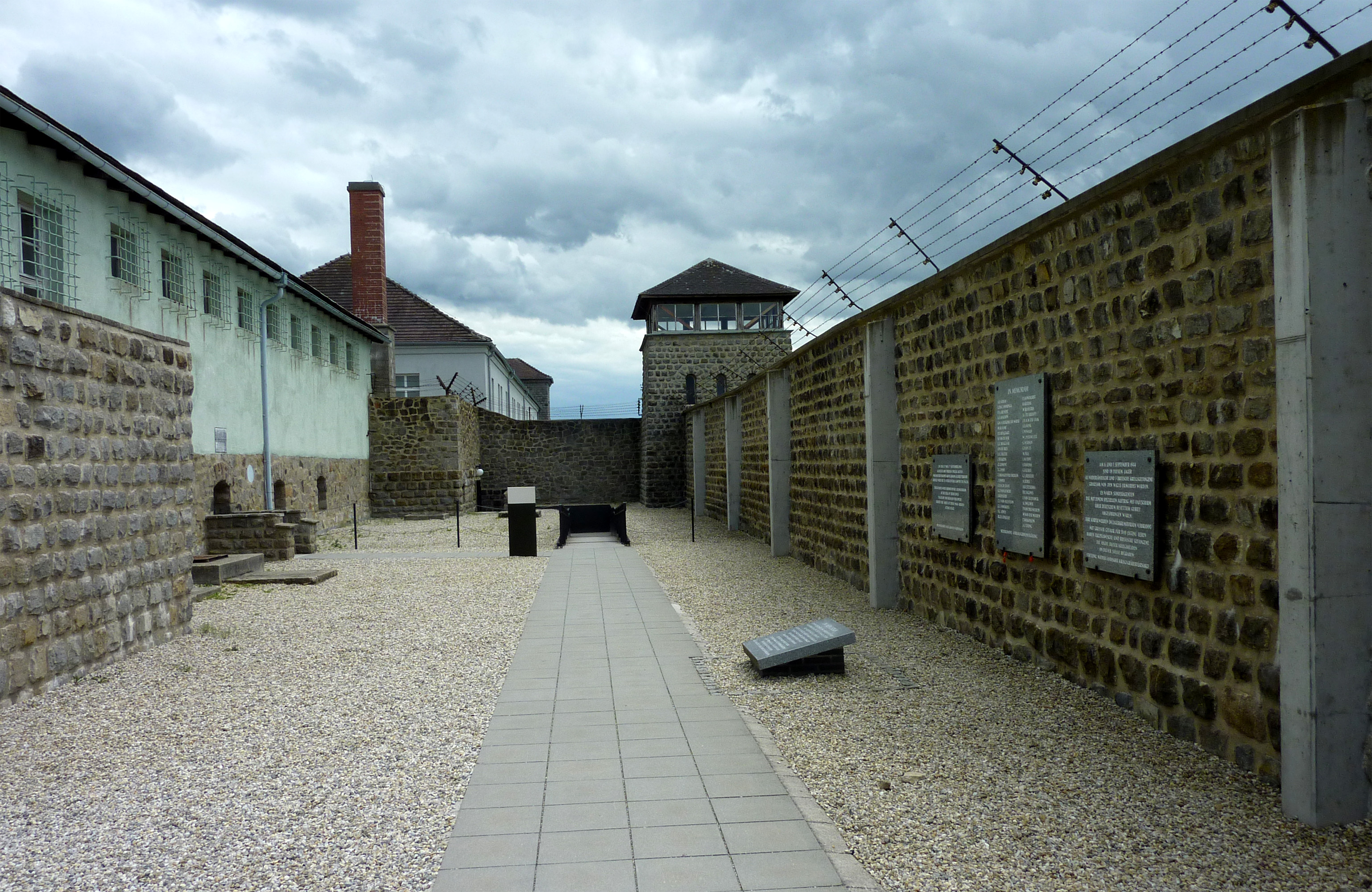
Hinter dem Arrestgebäude des KZ Mauthausen soll die Asche der siebenundvierzig umgebrachten SOE-Agenten verscharrt worden sein.

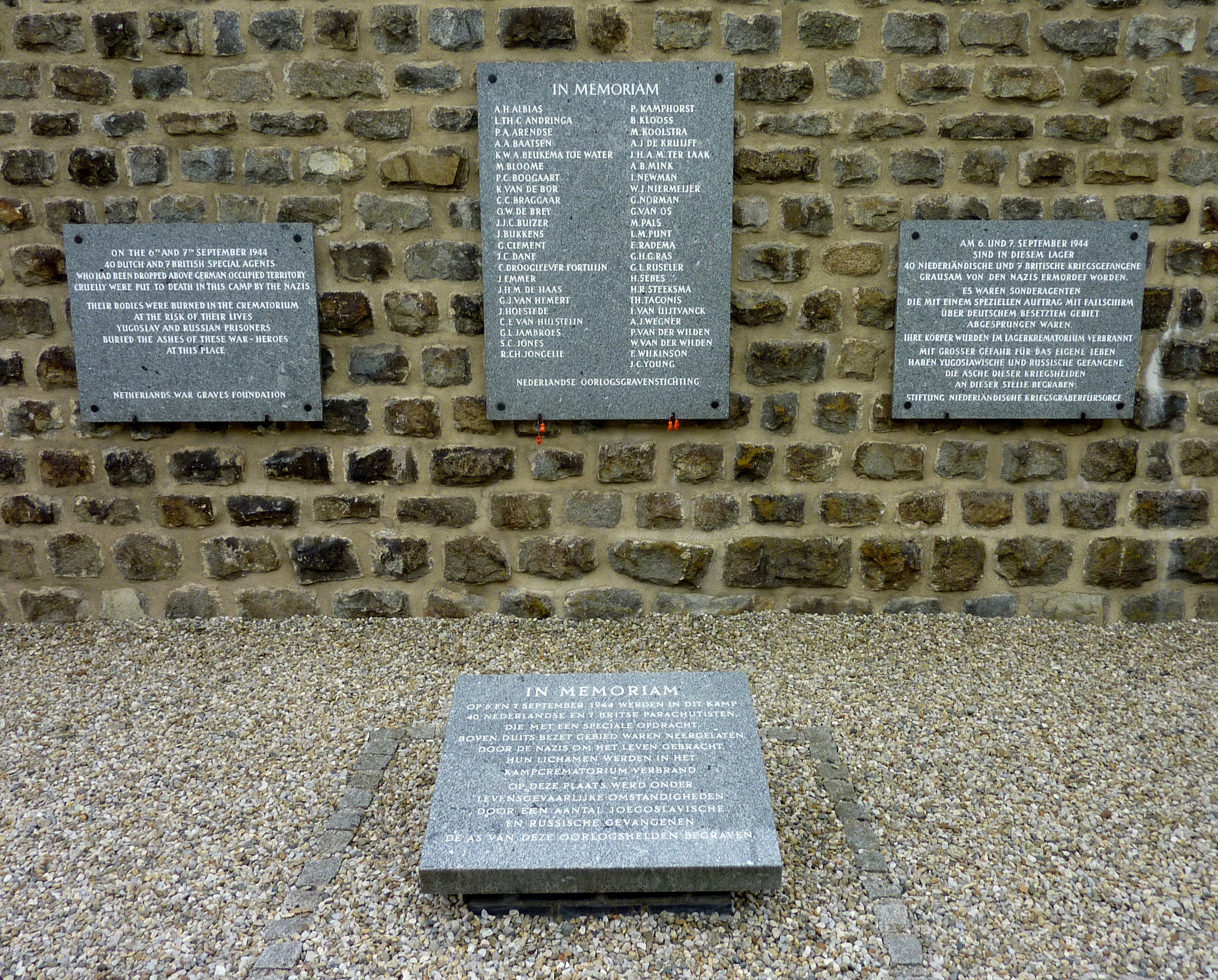
1968 angebrachte Gedenktafeln hinter dem Arrestgebäude im KZ Mauthausen

Die Nederlands Oorlogsgravenstichting hat 1968 hinter dem Arrestgebäude des KZ Mauthausen ein Denkmal zu Ehren der im September 1944 umgebrachten SOE-Agenten errichtet. Dieses besteht aus zwei Tafeln in niederländischer Sprache, von denen jene am Boden eine Schilderung der Ereignisse und jene an der Wand dahinter die Namen von siebenundvierzig Personen enthält. Zwei seitlich der Namenstafel angebrachte Tafeln schildern die Ereignisse in englischer und deutscher Sprache. Die Inschrift in deutscher Sprache lautet:

„Am 6. und 7. September 1944 sind in diesem Lager 40 niederländische und 7 britische Kriegsgefangene grausam von den Nazis ermordet worden. Es waren Sonderagenten die mit einem speziellen Auftrag mit Fallschirm über deutschem besetzten Gebiet abgesprungen waren. Ihre Körper wurden im Lagerkrematorium verbrannt. Mit grosser Gefahr für das eigene Leben haben yugoslawische und russische Gefangene die Asche dieser Kriegshelden an dieser Stelle begraben. Stiftung Niederländische Kriegsgräberfürsorge.“

Die siebenundvierzig auf diesem Denkmal genannten Opfer sind:
- Fünfunddreißig niederländische Agenten, die nach dem 28. März 1942 im Rahmen des Englandspiels in den Niederlanden abgesprungen waren und in der Tabelle oben enthalten sind, ferner
- Fünf niederländische Agenten, die schon vor dem 28. März 1942 in den Niederlanden abgesprungen waren[16] sowie
- Sieben britische SOE-Agenten, die den Deutschen in Frankreich in die Hände fielen.[31]

Die erwähnten fünf niederländischen Agenten waren:
| Nr. | Nachname | Vorname                          | Absprungsort | Schicksal                |
| --- | -------- | -------------------------------- | ------------ | ------------------------ |
| 1   | Alblas   | Aart Hendrik                     | Niederlande  | getötet im KZ Mauthausen |
| 2   | Emmer    | Jan                              | Niederlande  | getötet im KZ Mauthausen |
| 3   | Laak ter | Johannes Hermanus Arnoldus Maria | Niederlande  | getötet im KZ Mauthausen |
| 4   | Radema   | Evert                            | Niederlande  | getötet im KZ Mauthausen |
| 5   | Taconis  | Thijs                            | Niederlande  | getötet im KZ Mauthausen |

Die erwähnten sieben britischen SOE-Agenten waren:
| Nr. | Nachname  | Vorname   | festgenommen in | Schicksal                |
| --- | --------- | --------- | --------------- | ------------------------ |
| 1   | Bloom     | Marcus    | Frankreich      | getötet im KZ Mauthausen |
| 2   | Clement   | George    | Frankreich      | getötet im KZ Mauthausen |
| 3   | Jones     | Sydney C. | Frankreich      | getötet im KZ Mauthausen |
| 4   | Newman    | Isidore   | Frankreich      | getötet im KZ Mauthausen |
| 5   | Norman    | Gilbert   | Frankreich      | getötet im KZ Mauthausen |
| 6   | Wilkinson | Edward    | Frankreich      | getötet im KZ Mauthausen |
| 7   | Young     | John C.   | Frankreich      | getötet im KZ Mauthausen |

### Überlebende
Huub Lauwers blieb dieses Schicksal erspart. Auf Veranlassung von Giskes blieb er zunächst in Haaren. Wegen der Isolierung der Abwehr nach dem „Fall Hans Oster“ und ihrer späteren Umstrukturierung hatte Giskes jedoch kaum noch Einfluss auf das Schicksal der Gefangenen, die formell der Sicherheitspolizei unterstanden. Am 26. April 1945 wurde Lauwers bei Rathenow aus dem KZ Oranienburg durch sowjetische Streitkräfte befreit.
Pieter C. Dourlein und Johan Bernard Ubbink überlebten, weil ihnen am 31. August 1943 die Flucht aus Haaren und im Februar 1944 die Rückkehr nach England gelang. Allerdings wurden sie dort als deutsche Doppelspione verdächtigt, im Mai 1944 verhaftet und fanden in Brixton weitaus schlimmere Haftbedingungen als vorher in deutschem Gewahrsam. 1950 wurden ihnen dritt- und viertklassige Auszeichnungen verliehen, was indirekt ihre Rehabilitierung bedeutete.
Beatrice Terwindt, die einzige Frau unter den niederländischen SOE-Agenten, kam in das KZ Ravensbrück und Anfang 1945 nach Mauthausen, wo sie das Kriegsende überlebte.

## Nach dem Krieg

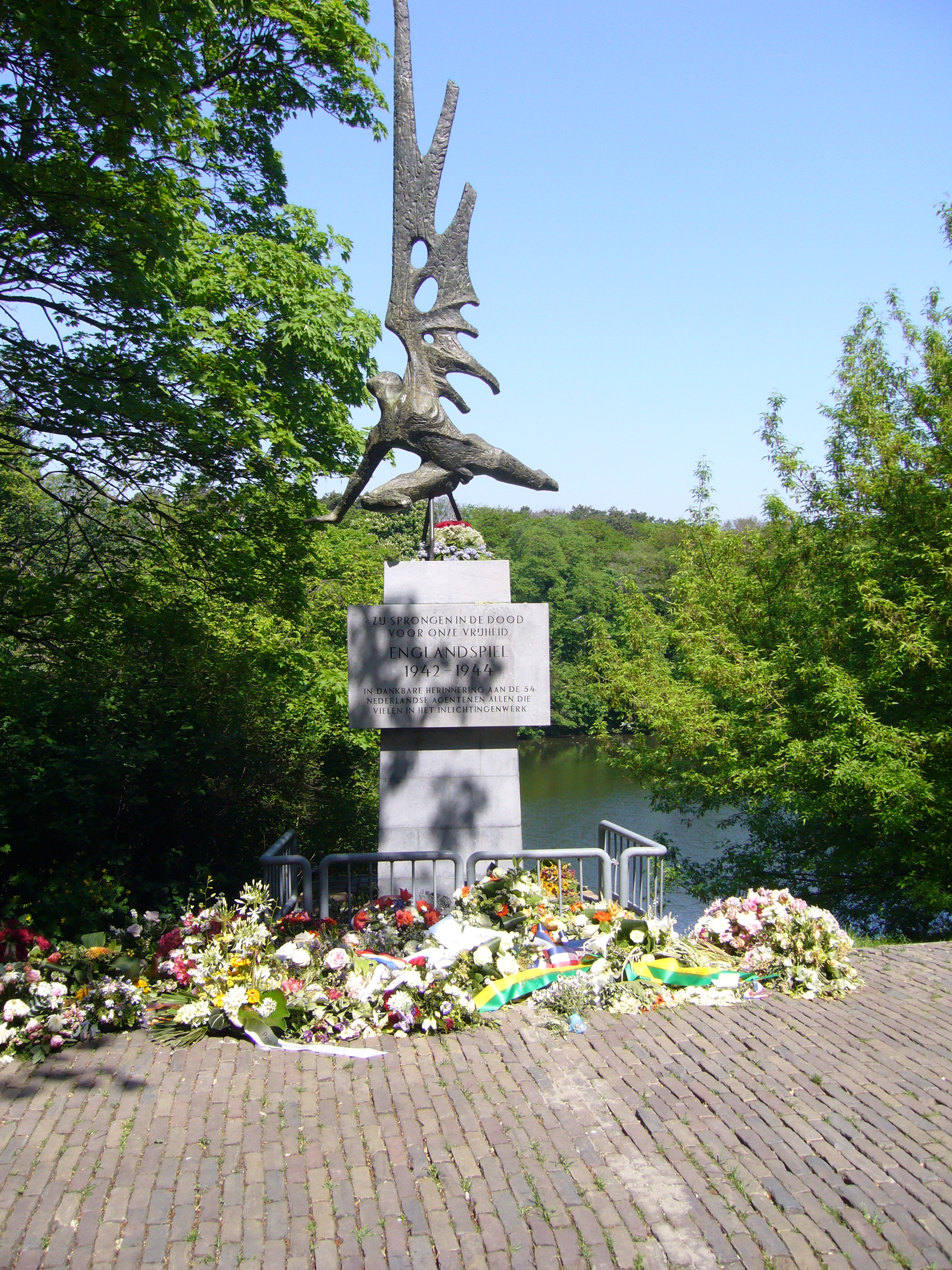
Der Fall des Ikarus im Van Stolkpark in Den Haag von Titus Leeser (1980)

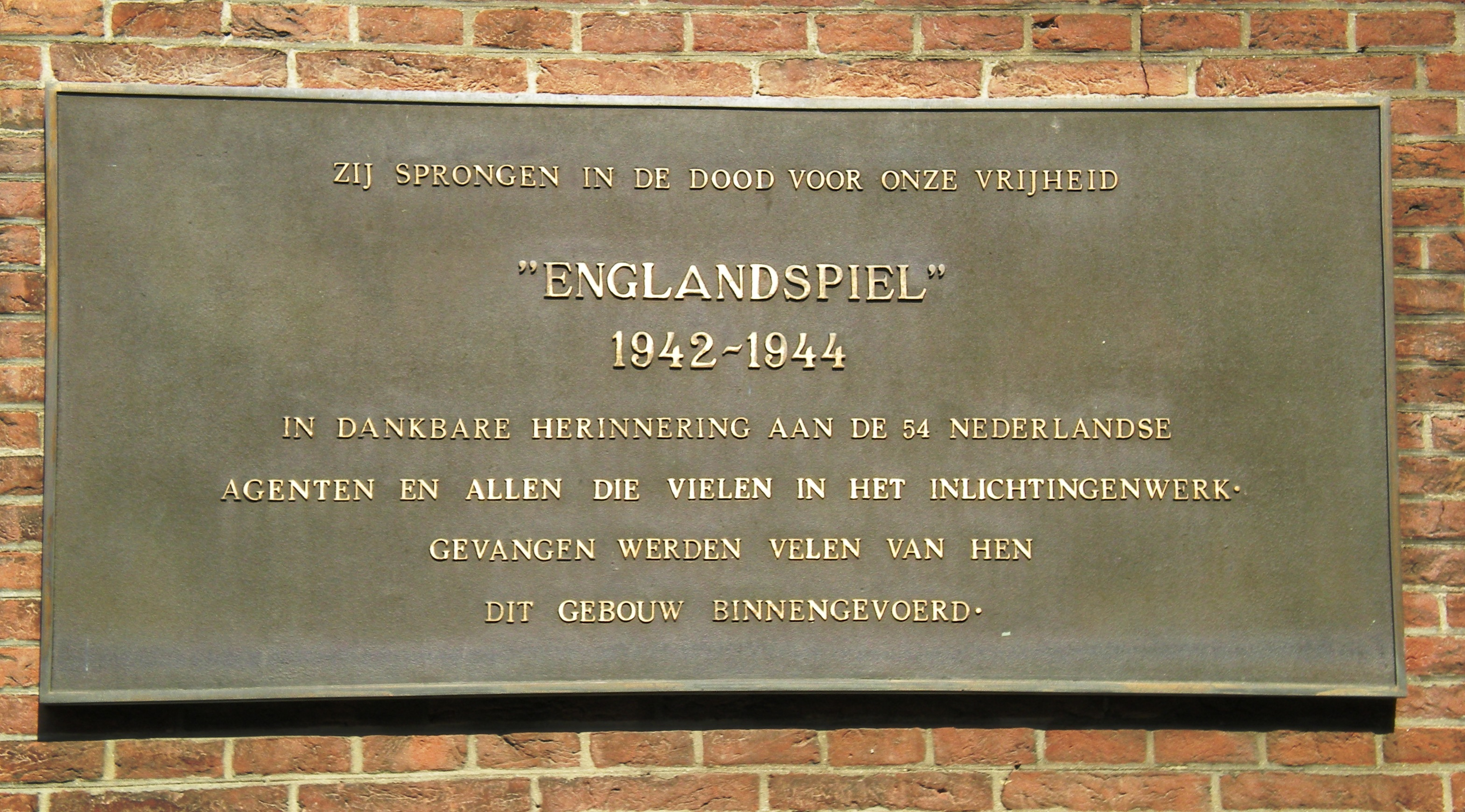
Gedenktafel zum Englandspiel im Binnenhof in Den Haag (1980)

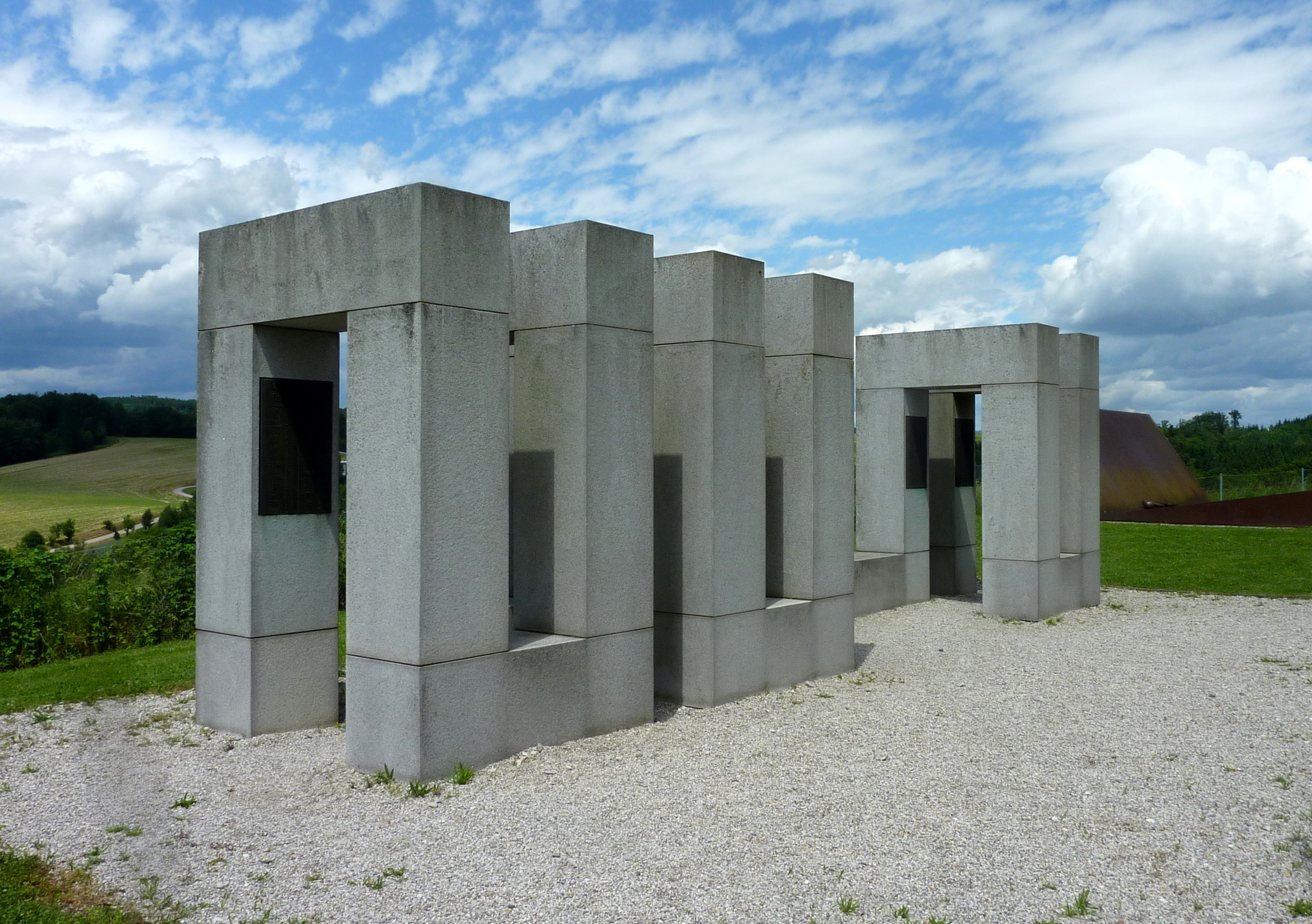
Niederländisches Monument im KZ Mauthausen von Appie Drielsma (1986)

Nach dem Krieg wurde Huub Lauwers, der nachweisen konnte, dass er im Rahmen seiner Kollaboration mit der deutschen Abwehr immer wieder – allerdings in London ignorierte – Warnungen in seine Funksendungen eingebaut hatte, von der niederländischen Königin Wilhelmina geehrt.
Hermann J. Giskes gehörte nach seiner Internierung in Großbritannien und den Niederlanden ab 1946 zu den ersten Mitarbeitern der Organisation Gehlen und des späteren Bundesnachrichtendienstes. 1951 veröffentlichte er seine Erinnerungen unter dem Titel „Spione überspielen Spione“ mit einem Nachwort von Huub Lauwers. Die 1953 veröffentlichte englische Buchversion London Calling North Pole führte im Vereinigten Königreich zu einer Parlamentsanfrage der oppositionellen Labour Party zur Klärung des Wahrheitsgehalts. Der Regierungssprecher teilte mit, dass der Sachverhalt „unhappily true“ sei. Eine parlamentarische Untersuchung wurde abgelehnt, da es nicht im öffentlichen Interesse sei, Angelegenheiten des Geheimdienstes öffentlich zu debattieren.
Joseph Schreieder wurde erst am 17. März 1949 nach eingestellten Verfahren und einem Freispruch von den Niederländern nach Deutschland abgeschoben und kam anschließend ebenfalls bei der Organisation Gehlen unter. Er veröffentlichte 1950 seine Erinnerungen unter dem Titel Das war das Englandspiel.
1955 drehte Duilio Coletti den italienischen Spielfilm „Londra chiama Polo Nord“ (dt.: London ruft Nordpol) frei gestaltet nach Spione überspielen Spione von Hermann J. Giskes. Die Handlung wurde nach Amsterdam verlegt und Giskes als „Bernes“ von Curd Jürgens „in seiner besten Rolle seit langem“ besetzt. Sein Gegenspieler Joseph Schreieder wurde als „Hermann“ von René Deltgen gespielt und eine Liebesgeschichte mit einer von Dawn Addams dargestellten „Mary“ hinzugefügt.
1968 brachte die Stiftung Niederländische Kriegsgräberfürsorge im KZ Mauthausen hinter dem Arrestgebäude Gedenktafeln für die umgebrachten SOE-Agenten an, wo 1944 deren Asche verscharrt worden sein soll.
Am 3. Mai 1980 weihte Königin Juliana, die wenige Tage zuvor zu Gunsten ihrer Tochter Beatrix abgedankt hatte, im Van Stolkpark in Den Haag in der Nähe des ehemaligen Sitzes der niederländischen Außenstelle der Abteilung III F der Abwehr im Hogeweg die Skulptur „Der Fall des Ikarus“ von Titus Leeser in Erinnerung an das Englandspiel ein. Der niederländische Text lautet:

„Sie sprangen in den Tod für unsere Freiheit. Englandspiel 1942–1944. In dankbarer Erinnerung an die 54 niederländischen Agenten und an die vielen im Nachrichtennetzwerk.“

Ebenfalls am 3. Mai 1980 wurde im Binnenhof, wo die deutsche Sicherheitspolizei ihren Sitz hatte und die gefangenen Agenten als erstes untergebracht wurden, eine Gedenktafel mit folgendem niederländischen Text enthüllt:

„Sie sprangen in den Tod für unsere Freiheit. Englandspiel 1942–1944. In dankbarer Erinnerung an die 54 niederländischen Agenten und an die vielen im Nachrichtennetzwerk. Gefangen wurden viele von ihnen in dieses Gebäude geführt.“

Die Namen der vierzig niederländischen in Mauthausen umgebrachten SOE-Agenten sind auch unter den 1660 Namen auf den Bronzeplatten des niederländischen Monuments von Appie Drielsma zu finden, das 1986 im KZ Mauthausen eingeweiht wurde.

## Film
- London ruft Nordpol / Londra chiama Polo Nord bei IMDb Italien 1955, Erstaufführung in Deutschland 1957, Regie Duilio Coletti, mit Curd Jürgens, Dawn Addams, René Deltgen, Albert Lieven, Giacomo Rossi-Stuart u. a.